# Baltic (Schiff, 2010)
Die Baltic ist ein Hochseebergungsschlepper, der von der Fairplay Schleppdampfschiffs-Reederei Richard Borchard GmbH betrieben wird. Das Bundesministerium für Digitales und Verkehr (BMDV) charterte den Schlepper 2010 für zunächst zehn Jahre im Rahmen der Arbeitsgemeinschaft Küstenschutz zum Schutz der deutschen Ostseeküste. Die Baltic verfügt über die Eisklasse E2 (durchschnittliche Eisverhältnisse mit einer Eisdicke bis 0,6 m).

## Geschichte

### Bau und Indienststellung

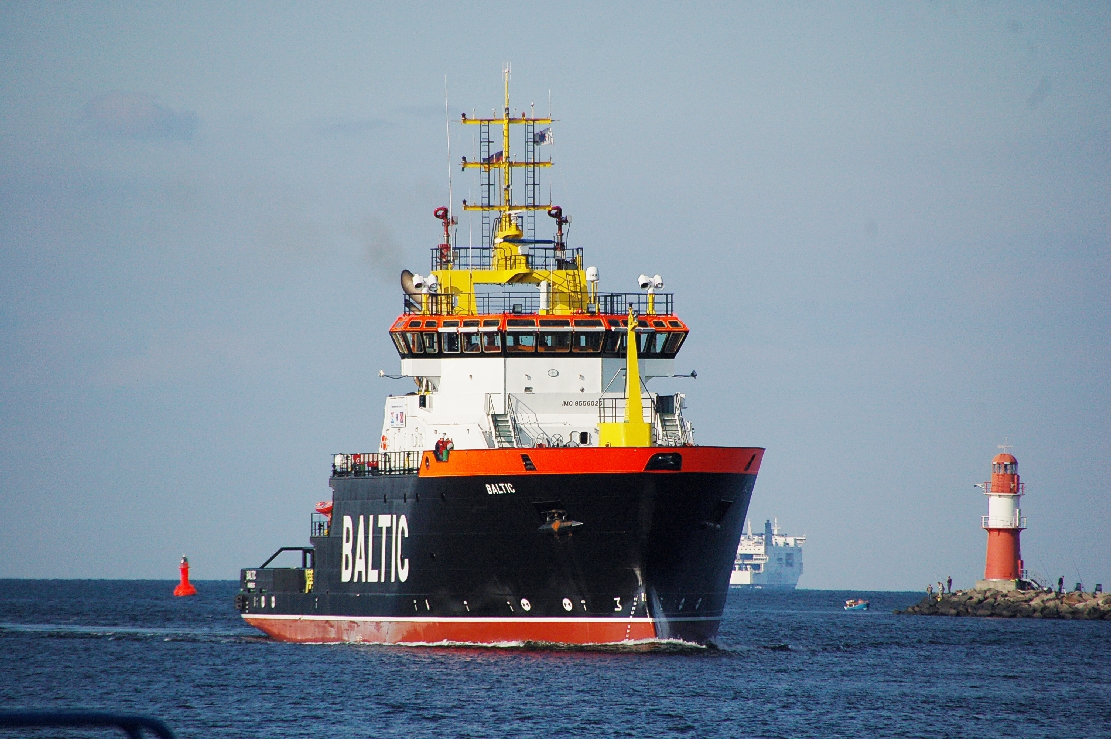
Frontansicht (März 2011)

Die Baltic entstand als Baunummer V077 auf der spanischen Werft Astilleros Armon S.A. in Vigo und basiert auf dem Design der spanischen Notschlepper Luz de Mar und Miguel de Cervantes. Sie lief am 29. April 2010 vom Stapel und wurde am 26. August 2010 fertiggestellt.

### Einsatz
Nachdem die Baltic bereits am 30. August 2010 an ihrem Stationierungsort Warnemünde eingetroffen war, unterzeichnete der Parlamentarische Staatssekretär beim Bundesverkehrsminister, Enak Ferlemann, am 24. September 2010 den Chartervertrag für die Nutzung des Schleppers im Rahmen des Deutschen Notschleppkonzepts. Damit löste der Neubau den bisherigen Notschlepper Fairplay-26 ab. Die Baltic sichert den stark befahrenen Seeabschnitt der Kadetrinne vor Warnemünde. Die Besatzung besteht aus acht Mann (Kapitän, ein nautischer Offizier, zwei technische Offiziere, zwei Schiffsmechaniker und zwei Matrosen).
Bereits wenige Tage nach Indienststellung war die Baltic beim Brand der Fähre Lisco Gloria am 8. Oktober 2010 vor Fehmarn im Einsatz. Ebenso wurde die Baltic im Oktober 2024 bei der Havarie des Bunkerschiffs Annika in der Mecklenburger Bucht eingesetzt.

## Technik

### Maschinenanlage und Antrieb
Die Antriebsanlage der Baltic besteht aus den beiden Hauptmotoren des Typs General Electric 16V250MDB3, die über Reduktionsgetriebe und Gelenkwellen auf die beiden Schottel-Verstellpropeller wirken. Bei den Motoren handelt es sich um 16-Zylinder-Dieselmotoren, die bei einer Nenndrehzahl von 1.050/min eine Leistung von jeweils 4.239 kW (ca. 5.765 PS) entwickeln. Die Drehzahl der in Kortdüsen laufenden Verstellpropeller liegt bei 170/min. Um die Manövrierfähigkeit des Schleppers zu verbessern, sind in Bug und Heck je zwei Querstrahlanlagen eingebaut.
Für die Stromerzeugung an Bord sind neben den beiden Wellengeneratoren mit einer elektrischen Leistung von je 1.500 kVA zwei Hauptgeneratoren (500 kVA) und ein Notgenerator (150 kVA) installiert.

### Ausrüstung
Mit einem Pfahlzug von 127 Tonnen (ca. 1.250 kN) war die Baltic bei Indienststellung der leistungsfähigste Schlepper in der Ostsee. Für Schleppaufgaben ist sie mit zwei hydraulischen Winden ausgestattet; der Schleppdraht hat einen Durchmesser von 62 mm und eine Länge von 500 m. Zur Brandbekämpfung stehen zwei Löschmonitore mit einem Durchsatz von insgesamt 1.200 m³/h zur Verfügung.